# Tanka
Tanka (jap. 短歌 tanka; ‘krótka pieśń’, ‘krótki wiersz’) – jedna z najstarszych form poezji japońskiej (pierwotnie jedna z odmian waka) powstała około VI wieku. Każda tanka składa się z 31 sylab ułożonych w pierwszej części wiersza (kami no ku) w wersy według schematu 5 + 7 + 5 sylab, a w drugiej części (shimo no ku) według schematu 7 + 7 sylab. Używa się terminów górna strofa tanki i dolna strofa tanki. Jest jedną z najżywotniejszych form poezji japońskiej, uprawianą również obecnie.
Obecnie termin waka (w związku z zanikiem innych jego odmian) jest używany jako synonim tanka.
Formę górnej tanki mają utwory z gatunku haiku.
Formę strof oryginału w przekładzie na język polski zachowywał wiernie Wiesław Kotański.